# Der zweite Schuß (film 1943)
Der zweite Schuß è un film del 1943 diretto da Martin Frič.

## Produzione
Il film fu prodotto dalla Prag-Film AG (Prag).

## Distribuzione
In Germania, il film fu presentato il 2 luglio 1943. Nel dopoguerra, fu trasmesso in televisione per la prima volta il 29 gennaio 1973 nella Germania Est.